# Žďár nad Sázavou 7
Žďár nad Sázavou 7, zvaná Pod Vodojemem, je část města Žďár nad Sázavou.
Jedná se o městskou část postavenou po roce 1980, s řadou domů postavených po roce 2000. Území se nachází v klidné lokalitě na východním okraji města. Uliční síť byla pečlivě naplánovaná do systému jedné páteřní ulice a řady bočních ulic. Architektonicky citlivě sladěné území s velkými plochami zeleně a četnými vodními plochami, sportovní plochy. Na území části se nachází hlavní vodojem pro Žďársko.